# Billboard 200
Билборд 200 (енгл. Billboard 200) је рекордна листа рангираних 200 најпопуларнијих музичких албума и ЕП-ова у САД. Излази недељно у часопису Билборд (Billboard). Често се користи за преношење популарности уметника или група уметника. Табела је порасла са листе најбољих 10 у 1956, да би постала топ 200 у мају 1967. године, а садашњу титулу је стекла у марту 1992. године, Билборд Топ 200 Албума (Bilboard Top 200 Albuma) (1984–85) и Билборд Топ Поп Албума (Bilboard Top Pop Albuma).